# 85773 Gutbezahl
85773 Gutbezahl este un asteroid din centura principală de asteroizi.

## Descriere
85773 Gutbezahl este un asteroid din centura principală de asteroizi. A fost descoperit pe 25 octombrie 1998 la Cocoa de Ian P. Griffin. Asteroidul prezintă o orbită caracterizată de o semiaxă mare de 2,44 ua, o excentricitate de 0,13 și o înclinație de 5,5° în raport cu ecliptica.